# Kano (Mortal Kombat)
Pour les articles homonymes, voir Kano.
 (mars 2020).
Si vous disposez d'ouvrages ou d'articles de référence ou si vous connaissez des sites web de qualité traitant du thème abordé ici, merci de compléter l'article en donnant les références utiles à sa vérifiabilité et en les liant à la section « Notes et références ».

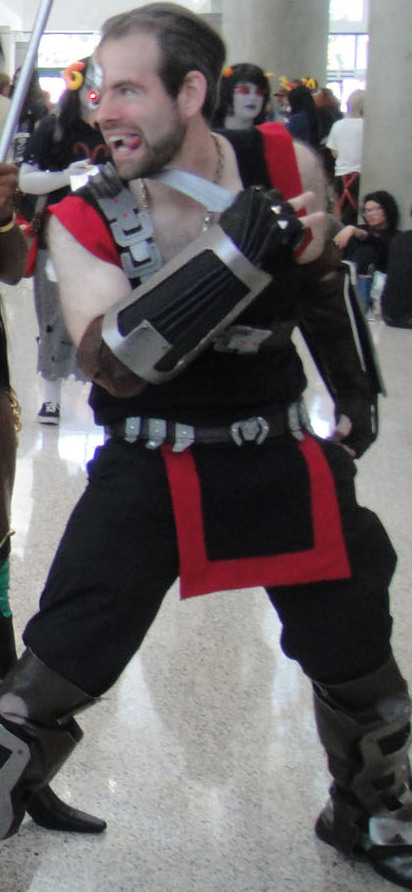
Cosplay de Kano (Mortal Kombat)

Kano est un personnage du jeu vidéo Mortal Kombat.

## Biographie du personnage
C'est un criminel membre du clan du Dragon Noir (Black Dragon), un groupe de criminels terroristes international. Il est poursuivi par Sonya Blade pour avoir tué son frère avant le premier tournoi de Mortal Kombat. Dans Mortal Kombat II, il a été fait prisonnier par l'Empereur Shao Kahn, avec Sonya Blade elle-même. Dans le troisième opus, il réussira à s'échapper lors de la tentative d'invasion de la Terre par l'Empereur. Sonya sera donc de nouveau à ses trousses.

## Attaques
Ses attaques spéciales incluent le boulet de canon (cannonball) et le lancer du couteau. Pour finir son adversaire dans le jeu vidéo Mortal Kombat il arrachait le cœur de son adversaire. Dans Mortal Kombat III, de nouvelles fatalités lui permettront d'enlever carrément le squelette de son adversaire par la bouche ou le faire exploser grâce à un laser provenant de son œil infrarouge.

## Apparition cinématographique
- Mortal Kombat de Paul W. S. Anderson en 1995.
- Kano fait un caméo dans le film Les Mondes de Ralph avec plusieurs personnages de jeux vidéo.
- Mortal Kombat de Simon McQuoid en 2021.